# Sturmgeschütz III
El Sturmgeschütz III (StuG III) era un cañón de asalto, el más producido de Alemania durante la Segunda Guerra Mundial. Se basaba en el chasis del Panzer III y en sus inicios estaba armado con un cañón ligero para apoyo de la infantería, fue modificado hasta que, hacia 1942, se empleó extensamente como cazacarros. El Sturmgeschütz era conocido por su excelente relación entre precio y rendimiento. Hasta 1945 se habían construido unas 10 500 unidades.

## Historia
El Sturmgeschütz III  surge como una propuesta que el entonces coronel Erich von Manstein envió al general Ludwig Beck en 1935 en la que se sugería que unidades de artillería de asalto (Sturmartillerie) fuesen utilizadas para apoyo directo a las divisiones de infantería. Al final, el 15 de junio de 1936, la Daimler-Benz recibió la orden de fabricar un vehículo blindado de apoyo a la infantería que portase una pieza de artillería de 75 mm. El cañón tendría un movimiento transversal limitado a 25 grados y estaría montado en una superestructura cerrada que proporcionase protección a la tripulación. La altura del vehículo no debía exceder la altura media de una persona.
Daimler-Benz utilizó el chasis y rodamientos de su diseño reciente, el carro medio Panzerkampfwagen III, como base de su nuevo vehículo. La fabricación del prototipo pasó a manos de Alkett, que produjo cinco ejemplares en 1937 de la serie 0 experimental, basadas en el Panzer II Ausf. B. Estos prototipos presentaban una superestructura de acero dulce y un cañón corto Sturmkanone 37 L/24 de 75 mm.
Como la intención original del StuG III era de apoyo en el combate, los primeros modelos iban equipados con un cañón de baja velocidad  StuK 37 L/24 de 75 mm, que disparaba proyectiles de alto explosivo. Tras el encuentro con los T-34 soviéticos, el StuG III fue reequipado con un cañón de alta velocidad StuK 40 L/43 de 75 mm en la primavera de 1942, y posteriormente con el modelo L/48, en otoño de ese año.
Los últimos modelos del StuG III tenían una ametralladora MG34 en el casco para aumentar la protección contra la infantería enemiga.
En 1944, el ejército finlandés recibió 59 StuG III de Alemania y fueron utilizados contra la Unión Soviética. Estas unidades destruyeron al menos 87 vehículos enemigos, contra la pérdida de sólo 8 StuG III (algunos fueron destruidos por la propia tripulación antes de abandonar el vehículo). Tras la II Guerra Mundial, la Unión Soviética entregó algunos vehículos capturados a Siria, que los empleó contra Israel en 1967.

## Variantes

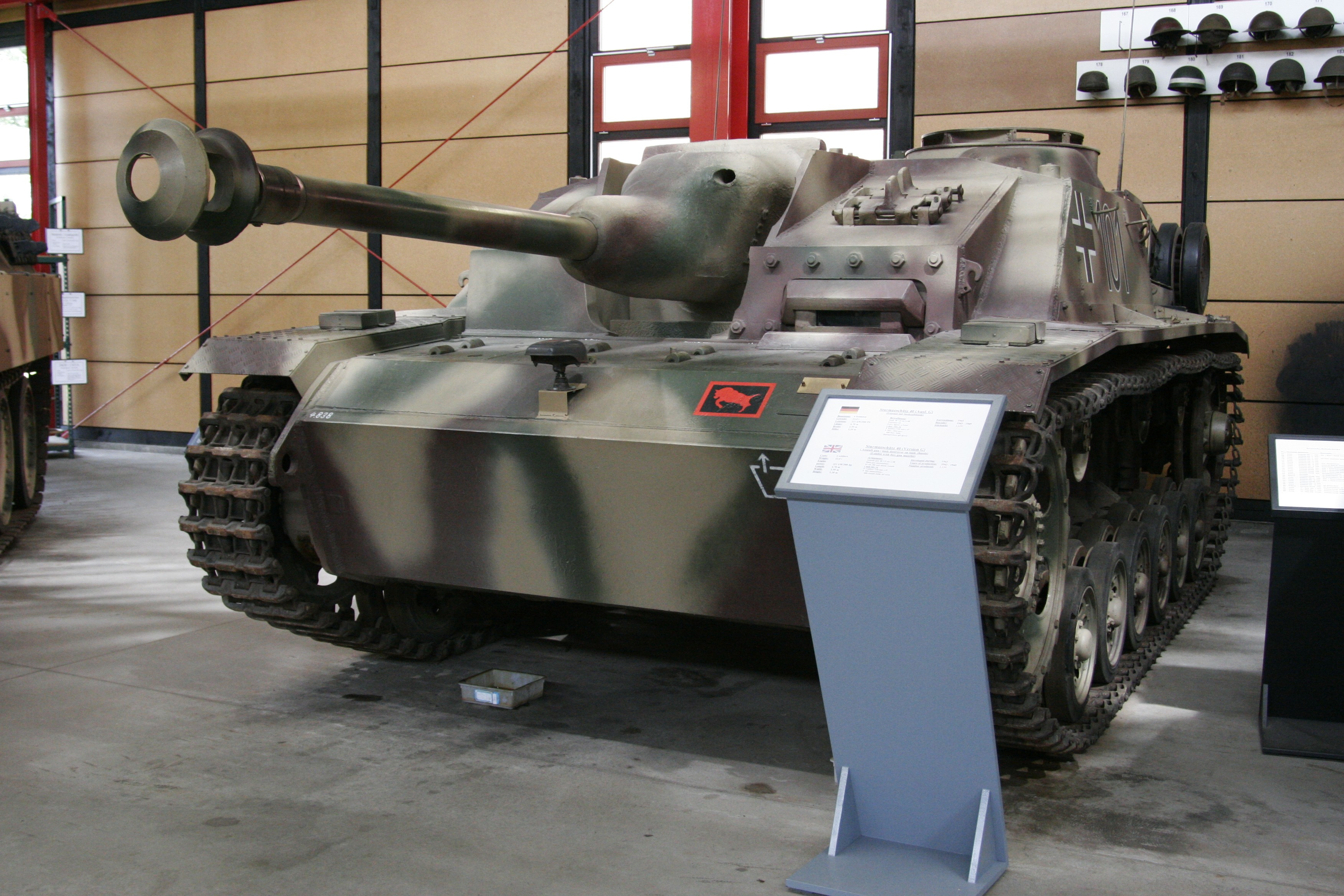
Stug III G.

- StuG III Ausf. A (Sd.Kfz 142; 1940; 30 unidades). Se utilizó por primera vez durante la Batalla de Francia. El StuG III Ausf. A utilizaba el chasis del Panzer III Ausf. F y un cañón StuK 37 L/24 de 75 mm.
- StuG III Ausf. B (Sd.Kfz 142; 1940-1941; 320 unidades). Con orugas más anchas y otros cambios menores.
- StuG III Ausf. C (Sd.Kfz 142; 1941; 50 unidades). Cambios menores sobre el modelo Ausf. B.
- StuG III Ausf. D (Sd.Kfz 142; 1941; 150 unidades). Cambios menores sobre el modelo Ausf. C.
- StuG III Ausf. E (Sd.Kfz 142; 1941-1942; 272 unidades). Se le añadió una ametralladora MG34 para protección contra infantería y otros cambios menores.
- StuG III Ausf. F (Sd.Kfz 142/1; 1942; 359 unidades). Cambio del cañón StuK 37 L/24(75 mm) a un StuK 40 L/43 de 75 mm. Este cambio marcó al StuG como cazacarros más que como su diseño original de vehículo de apoyo.
- StuG III Ausf. F/8 (Sd.Kfz 142/1; 1942; 334 unidades). Cambio del cañón a un StuK 40 L/48 de 75 mm.Stug III F.

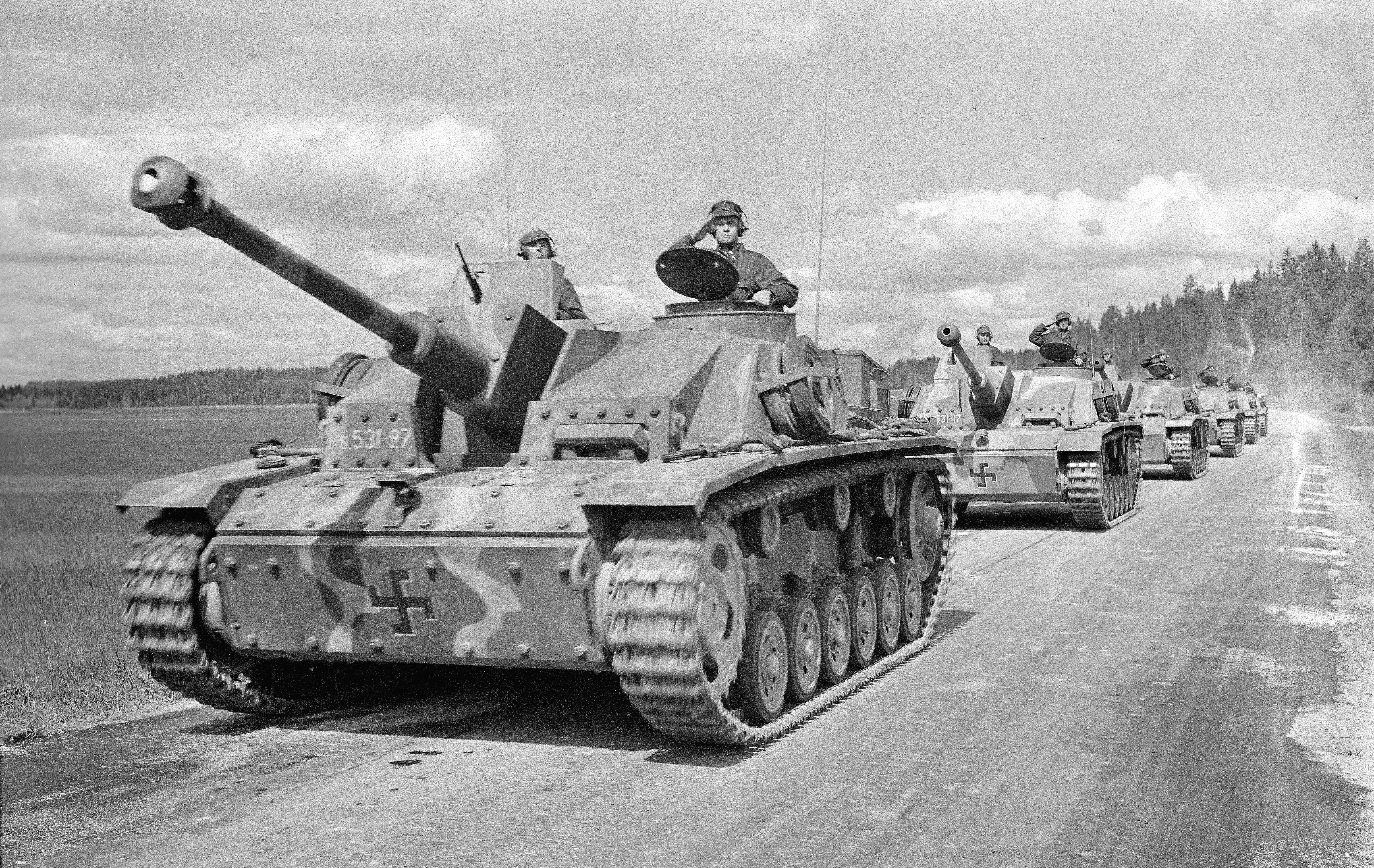
Stug III F.

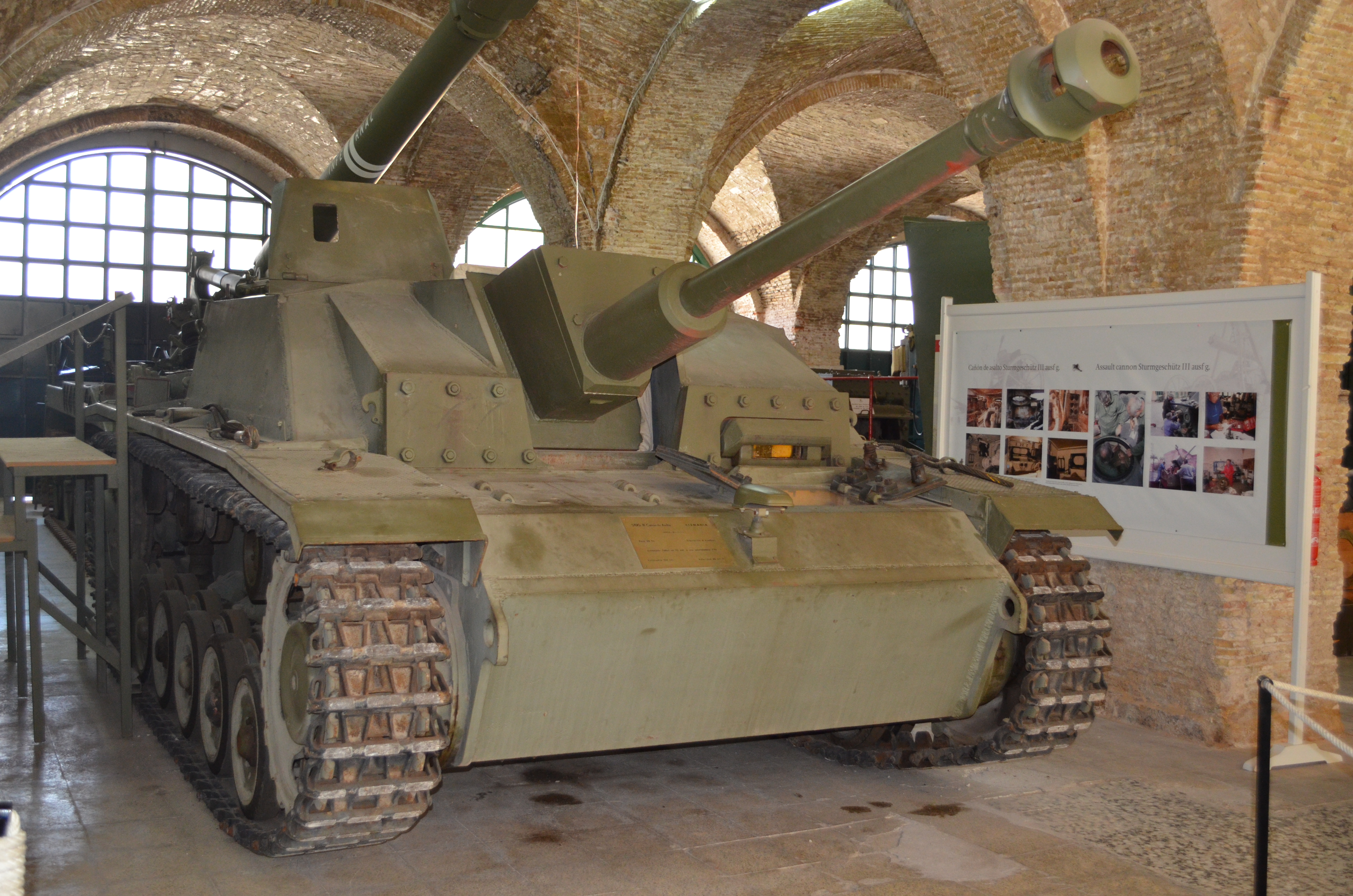
Stug III modelo G del Ejército Español completamente restaurado en el museo de Cartagena. Estuvo en servicio en España desde 1943 hasta 1954, siendo sustituido por material estadounidense.

- StuG III Ausf. G (Sd.Kfz 142/1; 1942-1945; 7.893 unidades). La última versión y de mayor producción. La serie G utilizaba el casco del Panzer III Ausf. M y después de 1944, una segunda ametralladora. Las últimas versiones llevaban el mantelete Saukopf (cabeza de cerdo en alemán) que era más efectivo para desviar los proyectiles.

### Otras variantes
Se fabricaron algunos StuG III con el chasis del Panzer III pero con el sistema de suspensión del Panzer IV con la intención de simplificar las reparaciones en el campo de batalla, pero no dieron el resultado esperado y el proyecto fue cancelado. Sólo se produjeron 20 unidades.
En 1942, se diseñó una variante del StuG III Ausf. F, con un obús de 105 mm en lugar del cañón de 75 mm. Estos nuevos vehículos, designados Sturmhaubitze 42 (o StuH 42, también conocidos por su designación de la Wehrmacht Sd.Kfz 142/2) proporcionaban el apoyo a la infantería mientras que los modelos F/8 y G se utilizaban en tareas anticarro.
En 1943, diez StuG III fueron convertidos en StuG I (FLAMM) reemplazando el arma principal por un lanzallamas. Sin embargo, no existen informes que indiquen su uso en combate.
En 1970 se usó una barcaza modificada de Stug III Ausf. G como base de una plataforma para experimentar un sistema lanzacohetes para el ejército español. Se construyó un prototipo, y no llegó a fabricarse en serie.

## Operadores
- Alemania
- Reino de Rumania
- Reino de Bulgaria
- España franquista
- Finlandia
- Reino de Hungría
- Reino de Italia
- Noruega
- Suecia
- Siria
- Turquía
- Unión Soviética
- Yugoslavia

### Listas relacionadas
- Anexo:Materiales históricos del Ejército de Tierra de España desde la posguerra
- Museo de Artillería de Cartagena

### En español
- Documentos relacionados con el StuG III / IV
- Sturmgeschütz StuG III
- Tanques y Blindados: Historia del carro de combate

### En inglés
- Sturmgeschütz III en Panzerworld
- Sturmgeschütz III en WWII Vehicles

- Datos: Q117936
- Multimedia: Sturmgeschütz III / Q117936